# Ana Paula Ferreira
Ana Paula Lopes Ferreira est une joueuse brésilienne de volley-ball née le 17 juin 1980 à Porto Alegre. Elle mesure 1,84 m et joue au poste de réceptionneuse-attaquante. 

## Clubs
| Club                    | De        | À         |
| ----------------------- | --------- | --------- |
| Osasco Voleibol Clube   | 1997-1998 | 2002-2003 |
| ACF Campos              | 2003-2004 | 2004-2005 |
| Macaé Sports            | 2005-2006 | 2005-2006 |
| Hisamitsu Springs       | 2006-2007 | 2006-2007 |
| Jogging Volley Altamura | 2007-2008 | 2007-2008 |
| NEC Red Rockets         | 2008-2009 | 2009-2010 |
| Dinamo Krasnodar        | 2010-2011 | 2010-2011 |
| Hisamitsu Springs       | 2011-2012 | 2011-2012 |
| Fakel Novy Ourengoï     | 2012-2013 | 2013-2014 |
| Sarıyer Belediyesi      | sept 2014 | déc 2014  |
| Jakarta Popsivo PGN     | jan 2015  | mai 2015  |
| Esporte Clube Pinheiros | 2015-2016 | 2015-2016 |
| Clube Curitibano        | jan 2018  | …         |

## Palmarès

### Équipe nationale
- Championnat du monde des moins de 18 ans
  - Vainqueur : 1997.
- Championnat du monde des moins de 20 ans
  - Finaliste : 1999.

### Clubs
- Championnat du Brésil
  - Vainqueur : 2003.
- Championnat du Japon
  - Vainqueur : 2007.
- Supercoupe du Brésil
  - Finaliste : 2015.